# Звездана прашина 2
„Звездана прашина 2” је југословенска телевизијска серија снимљена 1988. године у продукцији Телевизије Београд.

## Улоге
| Глумац            | Улога      |
| ----------------- | ---------- |
| Марјана Держај    | Певачица   |
| Душан Јакшић      | Певач      |
| Дарко Краљић      | Композитор |
| Ђорђе Марјановић  | Певач      |
| Слађана Милошевић | Певачица   |
| Мића Орловић      | Водитељ    |
| Тихомир Петровић  | Певач      |
| Иво Робић         | Певач      |
| Маја Сабљић       | Водитељ    |
| Диего Варагић     | Певач      |
| Зденка Вучковић   | Певачица   |
| Аница Зубовић     | Певачица   |